# Jim Brower
James Robert Brower (né le 29 décembre 1972 à Edina, Minnesota, États-Unis) est un ancien lanceur droitier de baseball qui a joué dans les ligues majeures de 1999 à 2007.

## Carrière

### Débuts
Jim Brower, joueur à l'Université du Minnesota à Minneapolis, est drafté en sixième ronde par les Rangers du Texas en 1994. Il ne joue qu'en ligues mineures dans l'organisation des Rangers et, libéré de son contrat pendant le camp d'entraînement de l'équipe en avril 1998, rejoint via le marché des agents libres la franchise des Indians de Cleveland. 

### Indians de Cleveland
Assigné aux mineures par les Indians pour 1998 et 1999, il joue enfin son premier match dans les majeures le 5 septembre 1999 pour Cleveland. C'est comme lanceur de relève qu'il effectue cette première présence et est le lanceur gagnant dans ce match contre Baltimore. De ses neuf présences au monticule en fin de saison 1999, il obtient deux départs comme lanceur partant et ajoute une victoire de cette façon. La saison se termine et il montre une fiche victoires-défaites de 3-1.
En 2000, il apparaît dans 17 parties des Indians, dont 11 comme lanceur partant. Son dossier est de 2-3 mais avec une moyenne de points mérités élevée de 6,24 en 62 manches lancées. Le 16 novembre 2000, les Indians l'échangent aux Reds de Cincinnati contre le receveur Ed Taubensee.

### Reds de Cincinnati
Brower voit davantage d'action en 2001, effectuant 37 sorties en relève et 10 départs, pour un total de 129 manches et un tiers au monticule avec Cincinnati. Sa fiche est de 7-10 avec une moyenne de 3,97 et il enregistre même un premier sauvetage en carrière lors d'une présence comme releveur.
Il fait bien chez les Reds au début de la saison 2002 avec une moyenne de points mérités de 3,89 en 22 sorties et 39,1 manches lancées. Il remporte de plus ses deux décisions. Mais le 14 juin 2002, les Reds l'échangent aux Expos de Montréal en retour de Bruce Chen, un lanceur gaucher. 

### Expos de Montréal
Brower termine la saison  2002 chez les Expos, où il affiche une moyenne de 4,83 en 41 manches lancées et 30 sorties comme releveur, avec un gain et deux revers. Le 24 mars 2003, à l'aube d'une nouvelle saison, les Expos transfèrent Brower et le lanceur gaucher Matt Blank aux Giants de San Francisco pour le lanceur partant droitier Liván Hernández et le joueur de troisième but et receveur Edwards Guzmán. 

### Giants de San Francisco
Jim Brower connaît ses meilleurs moments en carrière à San Francisco. À sa première année en Californie, il compile une fiche gagnante de 8-5 avec une moyenne de points mérités de 3,96 en 51 sorties. Cinq de ces matchs sont comme lanceur partant et il totalise exactement 100 manches passées sur la butte de lanceur. Il participe aux séries éliminatoires pour la première fois, lançant trois manches en deux parties lors de la Série de divisions où les Giants, champions défendants de la Ligue nationale, subissent une élimination hâtive aux mains des futurs gagnants de la Série mondiale, les Marlins de la Floride.
En 2004, il est le releveur le plus utilisé du baseball majeur alors qu'il apparaît dans 89 parties de son équipe. Sa moyenne de points mérités baisse à 3,29, sa meilleure en carrière. Il reçoit le crédit de sept victoires contre autant de défaites et lance 93 manches au total.
Son début de saison 2005 est plus difficile alors que sa moyenne de points mérités s'élève à 6,53 après 32 parties. 

### Braves d'Atlanta
Les Giants le libèrent de son contrat en juin 2005 et Brower rejoint comme agent libre les Braves d'Atlanta, avec qui il termine l'année. C'est avec les Braves que Brower joue en séries éliminatoires pour la seconde fois de sa carrière : il est parfait en trois sorties, n'accordant aucun point ni coup sûr à l'adversaire en cinq manches et un tiers lancées, mais Atlanta est néanmoins éliminé par les Astros de Houston.

### Dernières saisons
Devenu joueur autonome à nouveau, Brower rejoint les Orioles de Baltimore pour un bref séjour au début de la saison 2006, qu'il termine chez les Padres de San Diego après avoir été de nouveau libéré de son contrat. Le 1er août 2006, il passe des Padres aux Marlins de la Floride pour le lanceur Matt Blank, le même qui avait déjà été échangé de Montréal à San Francisco dans une transaction impliquant Brower trois années auparavant. Le vétéran est cependant incapable de percer l'alignement des Marlins et dispute ses dernières parties en carrière en 2007 avec les Yankees de New York. Il joue en ligues mineures pour des clubs affiliés à diverses franchises jusqu'en 2009 sans revenir dans les majeures et prend sa retraite.

### Statistiques
Jim Brower joue 354 parties dans les Ligues majeures de 1999 à 2007, dont 28 comme lanceur partant. Il remporte 32 victoires contre 33 défaites avec cinq matchs sauvegardés et sa moyenne de points mérités en carrière s'élève à 4,67 en 574 manches lancées. Il compte 397 retraits sur des prises.
En séries éliminatoires, il lance huit manches et un tiers en cinq parties pour San Francisco et Atlanta, pour une moyenne de points mérités de 2,16, cinq retraits sur des prises et aucune décision.